# كبريتية بيضية جمادية التغذية
كبريتية بيضية جمادية التغذية (بالإنجليزية: Sulfurovum lithotrophicum)‏ هي نوع من البكتيريا، سلبية الغرام، تتبع الكبريتية بيضية.